# Locked In (Judas Priest)
Locked In è una canzone dei Judas Priest, estratta come secondo singolo dall'album Turbo nel 1986. Ha raggiunto la posizione numero 25 della Mainstream Rock Songs negli Stati Uniti.
La canzone si avvale di guitar synth e sweep-picking. L'assolo di chitarra viene eseguito contemporaneamente all'unisono da K. K. Downing e Glenn Tipton.
Il video musicale della canzone è stato diretto da Wayne Isham e fa uso di alcuni scheletri animati in stop motion, in modo simile a quanto realizzato nel precedente video Turbo Lover, di cui quello di Locked In costituisce una sorta di proseguimento.

## Tracce
7"
1. Locked In – 4:18
2. Reckless – 4:17

12"
1. Turbo Lover – 4:18
2. Desert Plans (live) – 4:46
3. Freewheel Burning (live) – 4:35